# Mausoleo de Ruperto García
El mausoleo de Ruperto García es un panteón ubicado en el Cementerio de San Francisco, en Orense (Galicia, España).

## Historia
Ruperto García, conocido entre la burguesía orensana de finales del siglo xix y principios del xx, ordenó la construcción de un mausoleo en el cementerio de San Francisco para su esposa Purificación Feijóo y para él mismo. La obra fue concluida por el arquitecto Daniel Vázquez-Gulías en 1907 por un valor de 15 000 pesetas de la época, falleciendo la esposa de Ruperto al año siguiente y siendo la primera persona enterrada en el mausoleo. 
Sin descendientes, García dispuso en su testamento la división de su patrimonio (703 545 pesetas) en seis partijas; el panteón, único bien inmueble del caudal hereditario, fue dejado en herencia a los hermanos Antonio y María Seoane, quienes en virtud de la última voluntad de Ruperto quedaron obligados a respetar con carácter permanente las cenizas depositadas en el mausoleo (las de García, su esposa y ellos mismos), dejando constancia de dicha orden en un letrero indeleble situado a la entrada del nicho con el lema «así lo diga y mande». Sumado a esto, Ruperto legó en vida a sus criadas María y Consuelo Outeiriño una suma total de 25 500 pesetas destinada a labores de limpieza y mantenimiento del túmulo.
El recinto fue objeto de un acto vandálico en 2009, lo que motivó que los propietarios efectuasen una denuncia y cerrasen la entrada con un candado, permaneciendo el mausoleo actualmente en estado ruinoso.

## Descripción

### Exterior
El panteón, de estilo neogótico y neomedieval, consta de dos cuerpos, el segundo coronado por una cúpula octogonal. El primer cuerpo muestra ocho pilares embutidos de fuste corto apoyados en ménsulas y rematados por capiteles corintios (cuatro enmarcando la entrada principal y cuatro las puertas situadas a ambos lados, las cuales desembocan en estrechos pasillos sin cubierta), lo que junto con las molduras en forma de hojas de hiedra y la cornisa que divide ambos cuerpos ayuda a remarcar la disposición horizontal de la estructura. La cornisa se halla coronada por una superficie de crestería consistente en una hilera de hojas trilobuladas con pináculos floridos en los extremos, algunos de ellos depositados en los pasillos laterales a causa de su desprendimiento.
El cuerpo superior, más estrecho y de planta cuadrada, posee motivos ornamentales encuadrados en el estilo gótico flamígero, destacando varios arcos ojivales de sencilla labra bajo arcos conopiales perfilados con hojas de acanto y decorados en el intradós con hojas de hiedra idénticas a las del primer cuerpo. En las esquinas se hallan sendas pilastras las cuales se extienden hasta alcanzar los pináculos, lo cual rompe el esquema horizontal plasmado en el cuerpo inferior a la vez que equilibra el pronunciamiento de los ángulos.
La cúpula, junto con los pináculos, dota de majestuosidad al mausoleo además de frenar la horizontalidad del mismo. Antiguamente en la cúspide se erigía una escultura de un ángel realizada en hierro por la Fundición Malingre en virtud de un encargo de Vázquez-Gulías; durante una tormenta la imagen cayó al suelo, ubicándose actualmente a la entrada del cementerio junto con restos procedentes de otras sepulturas. La estatua, convertida en uno de los símbolos más característicos del camposanto, se encuentra en avanzado estado de deterioro ya que uno de sus brazos está desprendido además de presentar marcas de óxido y secuelas de un acto vandálico.

### Interior
El interior, en estado de abandono, posee un estilo ecléctico. La pared frontal se halla presidida por un retablo neogótico (a imagen y semejanza de los emplazados en las iglesias, aunque a menor escala) compuesto por un arco apuntado el cual cobija una estatua de hierro de Cristo crucificado sobre un resplandor dorado. Bajo la imagen destaca una mesa de altar apoyada sobre cuatro pilares corintios y caracterizada por mostrar una sucesión de arcos trilobulados en el canto y, sobre ella, un sagrario presidido por un arco también trilobulado. Por su parte, el arco del retablo está cercado por pilastras coronadas por capiteles de orden corintio sobre los que se erigen pináculos, uno de ellos desprendido y posado sobre el altar.
La zona central del túmulo figura separada del resto por unos pilares compuestos cada uno por una columna de base cuadrada adosada a otra de planta rectangular y tamaño inferior a la cual se halla encastrado un pilar de estructura circular y orden corintio al igual que las columnas del altar. En un lateral se ubican las tumbas de Ruperto y su esposa, próximas al estilo neoclásico y, por tanto, alejadas del medievalismo presente en la fachada (el panteón cuenta con un total de once nichos valorados en 2017 en 11 486 euros cada uno, de los cuales solo cuatro están ocupados). En el centro se halla suspendida una lámpara votiva de inspiración visigótica y en los muros laterales dos repisas sustentadas sobre ménsulas de hierro con florituras en forma de voluta.

## Legado
El mausoleo está considerado como el enterramiento más lujoso de todo el cementerio además de ser el más grande del camposanto. Constituye también un reflejo de las construcciones burguesas de principios del siglo xx y actualmente es visto como un referente del arte funerario.

## Galería de imágenes

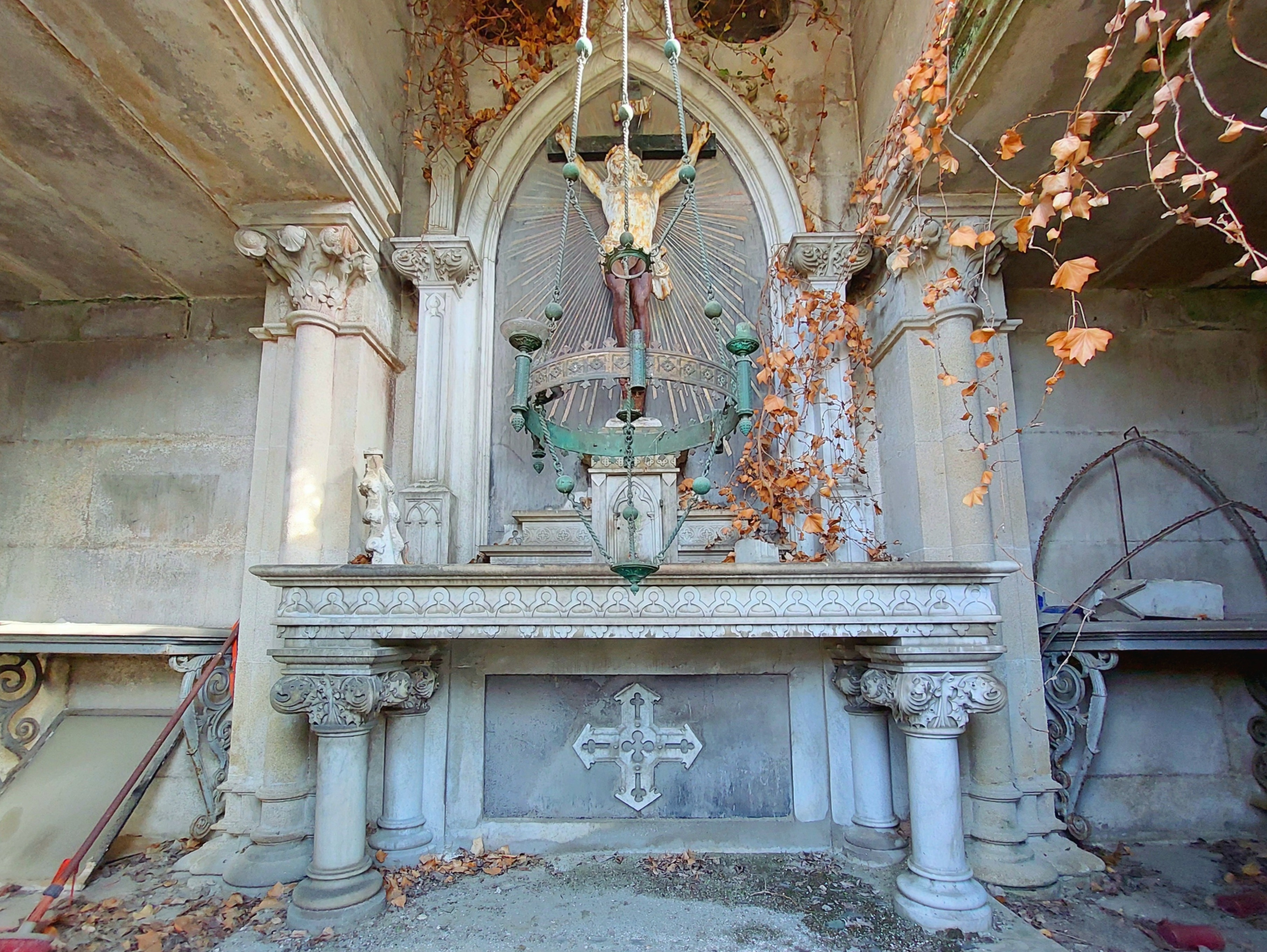
Interior.
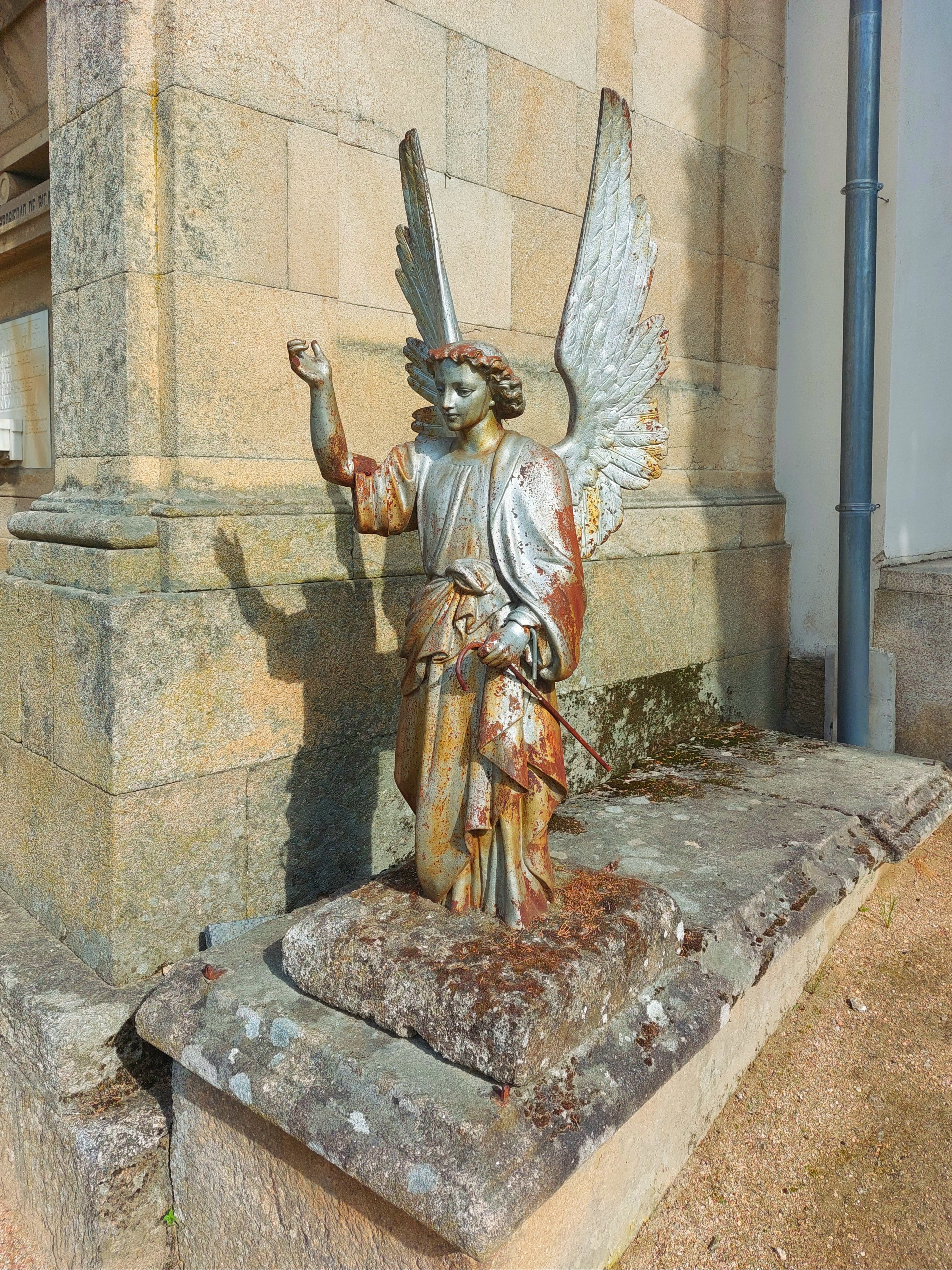
Ángel anteriormente emplazado en la cúpula del mausoleo.